# Benet Rossell
Benet Rossell (Ager, Lérida, España; 1937-Barcelona; 21 de agosto de 2016) fue un artista pluridisciplinar: pintor, dibujante, videoartista, poeta, grabador, escultor, músico, performer, guionista, y desde finales de la década de 1960 cineasta experimental.

## Biografía
Benet Rossell nació en 1937 en Ager, pueblo de la comarca de La Noguera, en España. En 1955 se trasladó a Barcelona para iniciar sus estudios preuniversitarios. En 1958 cursó Ciencias Económicas, aunque se licenció en Derecho en el año 1961, para seguidamente trasladarse a Madrid donde se diplomó en Sociología en el Consejo Superior de Investigaciones Científicas. En 1962 fue invitado a París para realizar una ponencia en el Congreso Internacional de Economistas. Este viaje le marcó, ya que tras una breve estancia en Barcelona, regresó a París como assistant d’espagnol en el Liceo Pierre d’Ailly, de Compiègne. Allí desarrolló su interés por el cine y el teatro, consiguió la laurea por la Universidad Internacional de Teatro de París, y en 1965 se inscribió en el Comité de Films Etnográficos del Museo del Hombre, dirigido por Jean Rouch, donde se gestó Chronique d’un été. Entró en contacto con el cinéma vérité. A partir de entonces dos constantes en su obra se incorporaron a su producción plástica: la imagen cinematográfica y el concepto de teatro total, que incluye la fiesta y el ritual, como en los espectáculos que le marcaron del Teatro no, la Ópera de Pekín, kabuki y bunraku de Japón.  Ese mismo año viajó a India y Nepal, y a su regreso a París, 13 meses después, se matricula en la École Pratique des Hautes Études de Ciencias Religiosas.
Entró en contacto con el mundo intelectual parisino y se relacionó con personalidades como Michel Butor, Gilbert Lascault, Jean-Clarence Lambert, Alain Jouffroy, François Cheng o Pierre Restany, e inauguró su primera exposición individual en Barcelona en 1968 en el Instituto de Difusión e Información de Artes Plásticas organizada por el Club 49 y presentada por el crítico e historiador de arte Alexandre Cirici i Pellicer. En 1970 participó en el Salón de Mai de Saint-Germain-en-Laye y en el Salón de la Jeune Sculpture, también en París.
Al inicio de su carrera artística firmó como Beni, y coincidió en París con otros artistas catalanes con los que compartía su visión de una necesidad de romper con la tiranía del arte tradicional, como Antoni Miralda, Joan Rabascall y Jaume Xifra, y con los que Rossell actuó como «hombre-memoria», dejando testimonio con su cámara de sus fiestas, rituales y happenings, celebrando el instante, entre 1969 y 1973.
A principios de la década de 1970 publicó dibujos de humor en periódicos como Les Lettres françaises, La Quinzaine Littéraire, Le Jardin des Modes y La Codorniz, y participó como representante del humor gráfico español en la exposición de 1971 Le dessin d'humour du XVème siècle à nos jours de la Biblioteca Nacional de Francia.
En 1973 recibió una beca de la Fundación Juan March para realizar un trabajo de investigación en el Laboratorio Audiovisual de La Sorbona sobre la significación de la imagen en movimiento y el mundo del dibujo, siendo uno de los primeros artistas en Francia en interesarse por el vídeo. También colaboró como chef de travaux practiques en el Centro de Documentación de la Escuela de Bellas Artes de París. En 1974 y 1975 fue invitado al Salón de la Jeune Peinture parisino, y en 1980 al Salón de los Independientes, también en París.

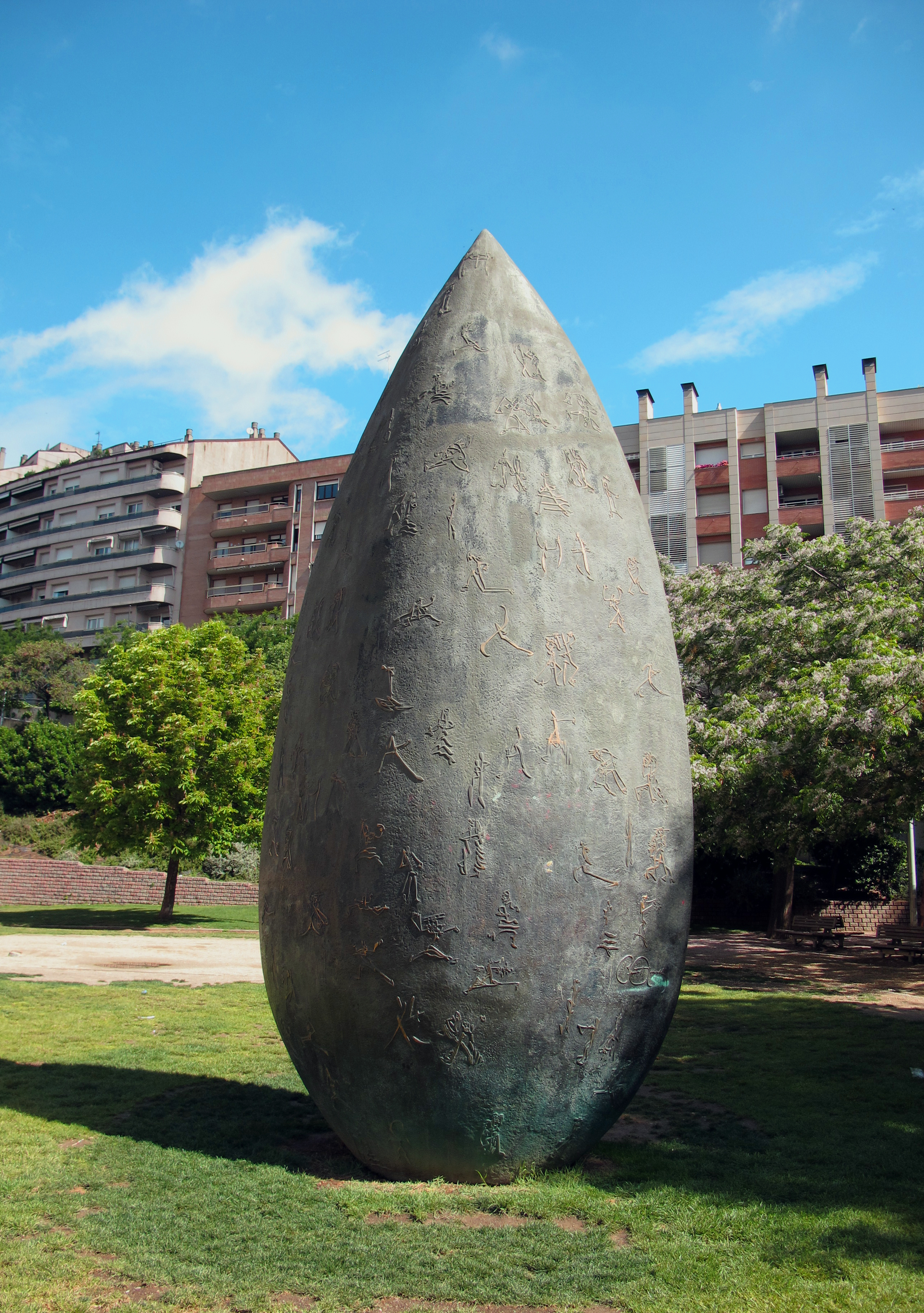
L’ametlla com balla, La almendra como baila, Benet Rossell, 1999, Plaza Escorxador, Lérida, Lérida

Realizó su primera exposición individual en París en 1970 en la galería La Bazarine, donde ya es patente su atracción por lo diminuto en sus dibujos que él denomina «de ciego», casi microscópicos, y que iban acompañados de unas lupas para poder observarlos. A esta exposición le siguieron más de 100 exposiciones individuales por todo el mundo, más de 400 colectivas y varias retrospectivas a su obra cinematográfica y videográfica entre las que se podrían destacar las de la Cinémathèque française-Museo del Cine de París en 1971, el Centro Pompidou, en 1975, la Escuela de Bellas Artes de París, en 1977, la de la National Film Theatre de Londres, en 1979, el Anthology Film Archives de Nueva York, en 1990 y la celebrada en el MACBA en 2010 por motivo de la exposición Paralelo Benet Rossell donde se presentaron piezas inéditas, reeditadas y restauradas para la ocasión.
En la década de 1980 intercaló sus estancias en París, con largos períodos en Ámsterdam y Nueva York, donde se movió dentro de los movimientos de vanguardia, instalándose definitivamente a mediados de esta misma década en Barcelona, para seguir trabajando incansable en su mundo de signos infinitos. Falleció a los 78 años, a causa de complicaciones de la esclerosis lateral amiotrófica (ELA).

## Estilo
La grafía de Benet Rossell se encuentra entre el protosigno y la estilización del gesto gráfico. La proliferación de caligramas singulares, imposibles de repetir, compone un alfabeto decididamente personal, infinito y abierto, que da fe de los rastros de un mundo utópico y cotidiano. No se trata de signos dibujados por la pura fascinación formal que ejerce el signo como emblema ni tampoco como gestos caligráficos, expresión a medio camino entre el inconsciente y el automatismo. Estos signos forman parte de una especie de vocabulario personal en el que tanto cabe el azar como una cierta lógica interna, lógica cercana a la pintura japonesa, a los grabados de formación de batalla, o a ciertos ejemplos, muy libres, de viñetas de humor. En los signos caligráficos de Rossell, el automatismo juega un papel «hasta cierto punto, hasta la apertura de la propia grafía. La primera línea es tal vez más ambigua, y corresponde a una gestualidad, impulsiva. Pero lo que nunca es automático es el aprendizaje de la línea, ni su continuación, cuando ésta se orienta hacia elementos de referencia concreta. Porque el mundo reflejado no es automático».
Como menciona Jean-Clarence Lambert, crítico y amigo del artista, el arte de Rossell nace de la precariedad y, es más, se reivindica en la pequeña y cotidiana espectacularidad de la vida. Su obra juega con el desconcierto que provoca la simplicidad, con la complejidad de lo que es sencillo, se interesa por lo que hay detrás, en los rincones, por lo que no se ve fácilmente, ya que la esencia de todo tiende a ocultarse. Reconoce la «fascinación por los pequeños objetos ocultos, misteriosos y descontextualizados, y por las existencias efímeras y huidizas».

## Obra seleccionada

### Filmografía
Su filmografía comprende más de un centenar de obras, entre las cuales destacan:
Una primera etapa en la que filma en 16 mm. y suele colaborar con sus coetáneos:
- 1969: La Seine, 16 mm., B.N., muda, 23′, con Carles Andreu, París.
- 1969: Holes, —Agujeros—, 16 mm., color, muda, 3′6′′, París.
- 1969: Animation aimant, —Animación imán—,16 mm., B.N., muda, 4′39′′, París.
- 1971: Calidoscopi, —Calidoscopio—, 16 mm., B.N., sonido, 10′, con Jaume Xifra y Carles Santos, París.
- 1971: Chantier-masques, 16 mm., color, sonido, 3′23′′, París.
- 1972: Pont Galata, —Puente Galata—, 16 mm., B.N., muda, 24′22′′, Estambul.
- 1973: El corazón es un placer,16 mm., B.N., sonido, 7′, con Jean-Pierre Béranger, París.
- 1973: Paris La Cumparsita, 16 mm., color, sonido, 25′, con Antoni Miralda, París.
- 1974: Biodop,16 mm., B.N., sonido,  16′, con Joan Rabascall, París.
- 1974: Ceremonials, —Ceremoniales—, film documental sobre fiestas y rituales organizados por Miralda, Rabascall, Seltz y Xifra. 16 mm., color, sonido, 26′, París.
- 1974: Boum! Boum! En avant la musique!, —Boum! Boum! Adelante la Música!—, 16 mm., color, sonido, 28′43″, con Antoni Miralda, París. Editado en vídeo digital en 2007.
- 1975: Avenue de l'Opera, —Avenida de la Ópera—, 16 mm., B.N., muda, 3′11′′, París. Editado en vídeo digital en 2010.
- 1975: Pa i fang, —Pan y fango—, 16 mm., B.N., sonido, 11′11′′, Normandía. Editado en vídeo digital en 2010.
- 1977: Atrás etíope, 16 mm., color, sonido, 10′, Barcelona.
- 1979: Miserere, 16 mm., B.N./virado, sonido, 11′18″, con Antoni Miralda, París.
- 1980: Darling, —Querida—, 35 mm., color, sonido, 7′40′′, Barcelona.

Mientras hace incursiones en el cine profesional:
- 1974: Furia española. Largometraje de Francisco Betriu, Barcelona. Director de arte.
- 1981: La plaça del Diamant, —La plaza del Diamante—. Largometraje y serie de TV de cuatro capítulos de F. Betriu, Barcelona. Coguionista.Arbre Paer, Benet Rossell, 1997, Plaça Bores de Lérida, Lérida

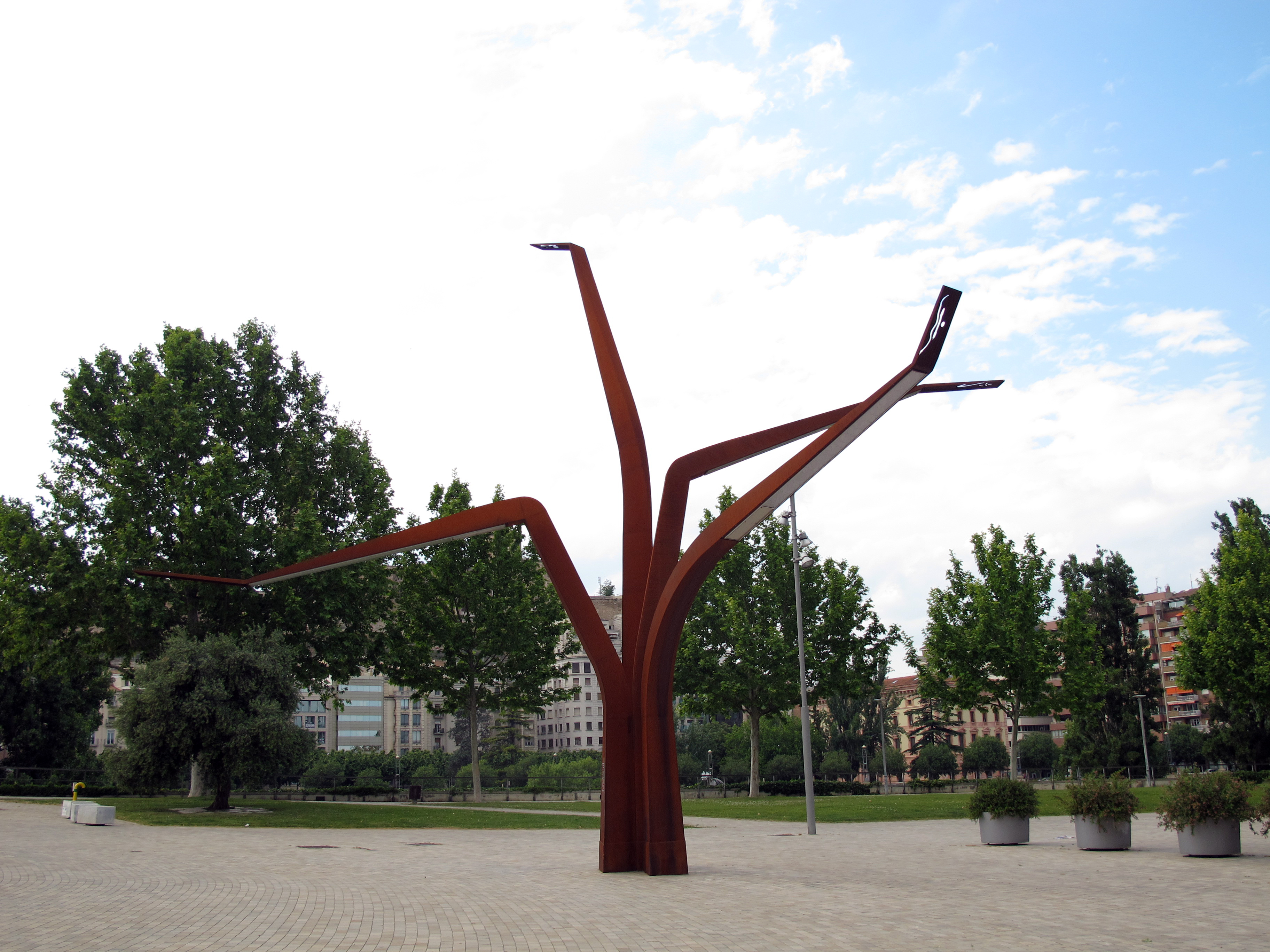
Arbre Paer, Benet Rossell, 1997, Plaça Bores de Lérida, Lérida

A principios de la década de 1980 comienza a filmar en vídeo, utilizando hasta hoy en día nuevas tecnologías:
- 1981: Rambla 24h, U-MATIC, B.N., sonido, con Antoni Muntadas, Barcelona. —Instalación videográfica—
- 1984: Micro-òpera 2, vídeo ¾’’PAL, color, sonido, 13′, Barcelona. —Instalación videográfica—
- 1985: Despertaferro, largometraje de dibujos animados de J. Amorós. Coguionista con Carles Andreu.
- 1986: Carob way, —Camino de algarrobas—, vídeo ¾″ NTSC, color, sonido, 18′3′′, Nueva York. —Instalación videográfica—
- 1988: Pound, vídeo ¾’’PAL y mini DV, color, sonido, 10′57′′, Barcelona.
- 1989: Lo pedrís, —El banco de piedra—, vídeo, color, sonido, 6′, Barcelona.
- 1990: El dau, —El dado—, vídeo, color, sonido, 8′, con Jordi Torrent, Barcelona.
- 1993: 1000 a Miró, vídeo, color, sonido, 16′40″, Barcelona,. –Instalación videográfica—
- 1997: Màndorla Ignis, vídeo, color, sonido, 20′10′′, Barcelona.
- 1999: Tirant el Món, —Tirando el mundo—. Vídeo de Jaume Vidal, Centre de cultura SA NOSTRA, Palma de Mallorca. Color, sonido, 6′40′′. Guionista y protagonista.
- 2001: Mar de fons, —Mar de fondo—, vídeo, color, sonido, 45′, Barcelona.
- 2001: Tir al món amb mar de fons, —Tiro al mundo con mar de fondo—, vídeo, color, sonido, 4′, Barcelona.
- 2003: FoodCultureMuseum. Barcelona, vídeo, color, sonido, 5′20′′, Barcelona.
- 2005: Lo Quichon, —El Quichon—, vídeo, color, sonido, 4′40′′, Barcelona.
- 2006: Valors esperats: 2+1=<f(x)>=∫f(x)Ψ²(x)dx≈ 2+2,—Valores esperados: 2+1=<f(x)>=∫f(x)Ψ²(x)dx≈ 2+2—, vídeo digital, color, sonido, 55″, Barcelona.
- 2007: Vetlla, —Vigilia—, vídeo digital, color, muda, 3′25′′, Barcelona. —Instalación videográfica—
- 2008: Agenda 2007, vídeo digital, color, sonido, 56′39′′, Barcelona.
- 2009: A priori, vídeo HD, color, sonido, 18′19″, Barcelona. —Instalación videográfica—
- 2009: Frameman, —El hombre fotograma—, vídeo 3D y HD, color, sonido, 54″, Barcelona.
- 2009: Nocturnal U, vídeo digital y 3D, color, sonido, 4′8″, Barcelona.
- 2010: Rambla 24 h, 1981-2010, U-MATIC, B.N. y color, sonido, con Antoni Muntadas, Barcelona. —Instalación videográfica—
- 2010: Microfàcies, vídeo 3D y HD, B.N., sonido, 1′49″, Barcelona.
- 2011: Pèndol, —Péndulo—, vídeo HD, color, sonido, 1′01″, Barcelona.
- 2012: A ningú, —A ninguno—, vídeo HD, color, sonido, 2′41″, Barcelona.
- 2012: Gotan & tango, tango & gotan, vídeo HD, color, sonido, 4′02″, Barcelona.
- 2013: Cada ovella al seu corral, —Cada oveja a su corral—, vídeo HD, color, sonido, 2′16″, Barcelona.
- 2013: Pinacoteca, vídeo HD, color, sonido, 11′06″, Barcelona.
- 2014: Nit sonorosa, —Noche sonorosa—, vídeo HD, color, sonido, 27′52″, Barcelona.
- 2014: Sindikabalar, vídeo 3D y HD, color, sonido, 7′52″, Barcelona.
- 2015: Garrotins del cava, —Garrotines del cava—, vídeo HD, color, sonido, 5′05″, Barcelona.
- 2016: L'hora neta, —La hora limpia—, vídeo HD, color, sonido, 5′09″, Barcelona.
- 2016: A quattro mani, —A cuatro manos—, vídeo HD, color, sonido, 21′20″, Barcelona.

### Instalaciones
Rossell realizó numerosas instalaciones a lo largo de su trayectoria artística, entre las que destacan:
- Jonas et la baleine, —Jonas y la ballena— (1970), con J. Xifra.
- Les mil i una garrofes, —Las mil y una algarrobas— (1986).
- Acta (1996).
- Penso amb la punta del pinzell, —Pienso con la punta del pincel— (2010).

### Dibujo y pintura
Selección:
- Emprenta del peu de Benet Rossell sobre plànol de Paris (itinerari quotidià de l’artista), —Huella del pie de Benet Rossell sobre plano de París, (itinerario cotidiano del artista)— (1972) – serigrafía (20/35), 65 x 50 cm
- Emocionalment, —Emocionalmente— (1974) – tinta china y troquel sobre cartón ondulado, 100 x 205 cm
- Dibuixos amagats, —Dibujos escondidos— (1978) – tinta china sobre papel doblado, 51 x 80 cm
- U (1978) – técnica mixta sobre papel encolado sobre tela, 96,5 x 130 cm
- Acotaciones (1981) – técnica mixta sobre papel encolado sobre tela, 115 x 89 cm
- S.T., serie Pa paper, —serie Pan Papel— (1986) – técnica mixta sobre papel hecho a mano, 65 x 50 cm
- Dos fulls i 80 miniatures al llom, —Dos hojas y 80 miniaturas al lomo— (1987-1988) – técnica mixta sobre papel hecho a mano y fotogramas de 35 mm, 110 x 200 cm
- El gesticulador (2000) – técnica mixta sobre tela, 195 x 130 cm

### Publicaciones
A lo largo de los años ha realizado diversas publicaciones, entre las que destacan diversos libros de artista y varios poemarios:
- ROSSELL, B.; Microteatre U, libro de poemas y dibujos, Edicions Eczema, Sabadell. Texto: V.  Altaió, 1982, (D.L.: B 20319/82).
- ROSSELL, B.; Micro-Opera de Benet Rossell, libro de dibujos, Àmbit Serveis Editorials, S.A., Barcelona. Textos: Severo Sarduy y A. van de Pas, 1984, (ISBN 978-84-86147-22-8).
- ROSSELL, B.; Benet Rossell, Àmbit de Dibuix, Barcelona. Texto: Robert Coover, “The earl life of the artist”, 1990, (ISBN 978-84-87342-67-7).
- CLAPES, A., ROSSELL, B.; Laberint, Albert Farré Edicions, Libro de artista, Barcelona. Poemas: Antonio Clapés; dibujos: B. Rossell, 1994.
- ROSSELL, B.; Acta Canis, Cave Canis, Barcelona, 1997 (D.L.:B.41.269/1995).
- ROSSELL, B.; Construcción y deconstrucción de una teoría de la almendra de Proust complementaria de la construcción y deconstrucción de una teoría de la magdalena de Benet Rossell, Barcelona. Libro de artista, caja de ocho grabados. Poema: Manuel Vázquez Montalbán, 1997.
- RESTANY, P., ROSSELL, B., Cartes Creuades, Transversal, Lérida, 2001.
- ROSSELL, B.; Mil a Miró, Libro de artista, Barcelona, 2009.

### Escultura
En los últimos años hizo incursiones en el ámbito de la escultura pública:
Lérida:
- Arbre Paer —Árbol de paz— (1997), Plaza Bores.
- L’Atmetlla com balla, —La almendra como baila— (1999), Plaza del Escorxador.
- Una Salut de Ferro, —Una salud de hierro— (2006), Hospital Arnau de Vilanova.

Palma de Mallorca:
- La gàbia de l’airecel, —La jaula del airecielo— (1999), Centro de Cultura Sa Nostra.

Barcelona:
- Tir al món amb mar de fons, —Tiro al mundo con mar de fondo— (2001), estación de metro Canyelles.

## Exposiciones
Hizo más de un centenar de exposiciones personales, entre las cuales:
Barcelona:
- 1968: Instituto de Difusión e Información de Artes Plásticas, Club 49.
- 1977: Galería G.
- 1978: Galería Joan Prats, (1981, 1986, 1998).
- 1984: Fundación Miró.
- 1985: Galería Maeght.
- 1996: Palacio de la Virreina.
- 2004: Museo de Cardedeu.
- 2010: MACBA.
- 2016: Institut Giola, Llinars del Vallès.

Lérida:
- 1987: Museo de Arte Jaime Morera.
- 1996: Escuela municipal de Bellas Artes y Museo de Arte Jaime Morera.

París:
- 1970: Galería Bazarine.
- 1977: Galería Shandar.
- 1983: Galería Breteau.
- 1991: Galería du Centre.
- 1997: Espace Accatone.

Madrid:
- 1973: Galería Seiquer.
- 1978: Grupo Quince.

Karlsruhe:
- 1983: Prinz-Max-Palais.

Nueva York:
- 1985: On the night, Apple Bytes, Electronic Gallery, Manhattan Cable T.V., Universidad de Nueva York.
- 1990: Anthology Film Archives.

Participó en más de cuatrocientas exposiciones colectivas, entre las que destacan:
- 1968: Marché Expérimental d’Art, París.
- 1970: Salon de Mai, París.
- 1970: Salon de la Jeune Sculpture, París.
- 1971: Le dessin d’humour du XVème siècle à nos jours, Biblioteca Nacional, París. Tir al món amb mar de fons, Tiro al mundo con mar de fondo, Benet Rossell, 2001, Vestíbulo de la estación de metro Canyelles, Barcelona

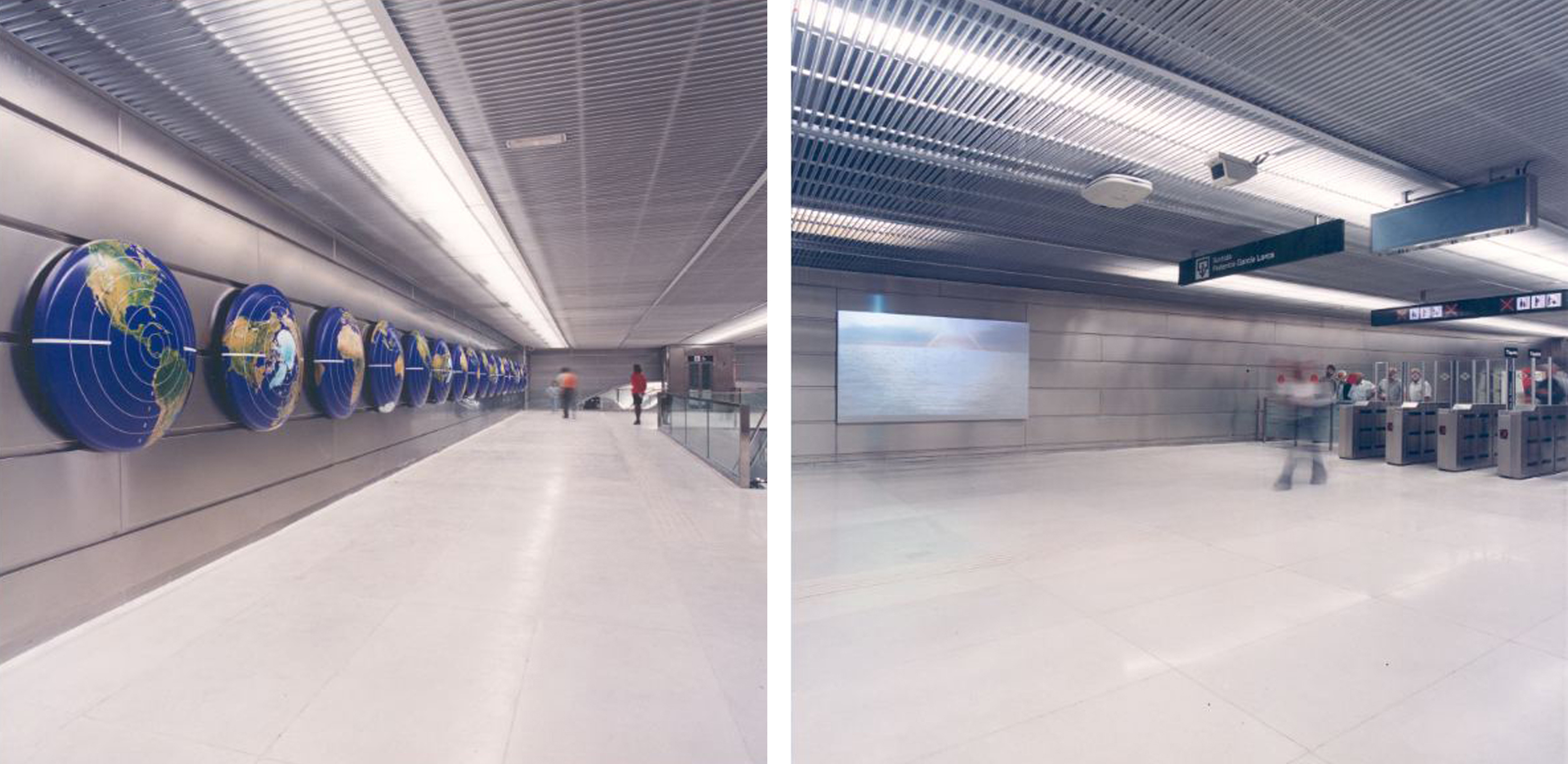
Tir al món amb mar de fons, Tiro al mundo con mar de fondo, Benet Rossell, 2001, Vestíbulo de la estación de metro Canyelles, Barcelona

- 1971: Art films, Arts Laboratory, Londres.
- 1972: Jeune cinéma espagnol, aspects du court métrage, Filmoteca Francesa, París.
- 1973: L’estampe contemporaine à la Bibliothèque Nationale, París.
- 1974: Salon de la Jeune Peinture, París.
- 1979: Third international avant-garde festival, National Film Theater, Londres.
- 1980: Salon des Indépendants, París.
- 1980: Art Script, Galerie de Seine, París.
- 1980: Il gergo inquieto, Nuovi aspetti del cinema sperimentale europeo, Génova.
- 1981: Le papier du dessin, Institut Français, Estocolmo.
- 1983: Les lettres sont des choses, Espace alternatif Créatis, París.
- 1984: Écritures dans la peinture, Centre National des Arts Plastiques, Villa Arson, Niza.
- 1985: Barcelona, París, New York, Palau Robert, Barcelona.
- 1986: Pintar con papel, Círculo de Bellas Artes, Madrid.
- 1989: Maeght 15 anys, Galería Maeght, Barcelona.
- 1992: Constants de l’art català actual, Centro de Arte Santa Mónica, Barcelona.
- 1994: Ideas and attitudes, 1969-1981, Corner House, Mánchester; John Hansard Gallery, Universidad de South Hampton.
- 1994: Fragments, Col•lecció Rafael Tous, La Virreina, Barcelona.
- 1994: 1994 Budoh No Kuni International - The 2nd Biennale Exhibition of Prints, Yamanashi Prefectural Museum of Art, Japón.
- 1997: Col•lecció permanent, MACBA.
- 1999: Fora de Camp, Metrònom, Barcelona.
- 2000: La Fête des Artistes, Galería Lucien Schweitzer, Luxemburgo.
- 2002: IX Premio Nacional de Grabado, Calcografía Nacional, Madrid.
- 2003: Conceptes, Metrònom, Barcelona.
- 2005: Desacuerdos, MACBA, Barcelona.
- 2005: El arte sucede, Museo Nacional Centro de Arte Reina Sofía, Madrid.
- 2006: Primera generación. Arte e imagen en movimiento, Museo Nacional Centro de Arte Reina Sofía, Madrid.
- 2006: Espacio, tiempo, espectador. Instalaciones y nuevos medios en la Colección del IVAM, Instituto Valenciano de Arte Moderno, Valencia.
- 2007: That’s not entertainement, CCCB, Barcelona.
- 2007: Barcelone, 1947-2007, Fondation Marguerite et Aimé Maeght, Saint-Paul-de-Vence, Francia, 2007 VisualKultur.cat, Frankfurter für Angewandtekunst, Frankfurt.
- 2007: Macba im/at/al Frankfurter Kunstverein, Frankfurt.
- 2008: El discreto encanto de la tecnologÍa, MEIAC, Badajoz; ZKM, Center for art and Media, Karlsruhe, Alemania.
- 2009: Il.luminacions, Catalunya visionària, CCCB, Barcelona.
- 2009: Temps com a matèria. Colección Macba – Nuevas incorporaciones, MACBA, Barcelona.
- 2009: Colección, Museo Nacional Centro de Arte Reina Sofía, Madrid.
- 2010-2012: Del éxtasis al arrebato, Anthology Film Archives, Nueva York, CCCB, Barcelona; Museo Nacional Centro de Arte Reina Sofía, Madrid; Ibrahim Theater, Filadelfia; Harvard Film Archives, Cambridge; Cinemathèque, Ontario; Pacific Film Archives, Vancouver; Film Forum, Los Ángeles; Tate Modern, Londres; Galerie nationale du Jeu de Paume, París.
- 2012: 30ª Bienal de São Paulo- A iminências das poéticas, Fundação Bienal de São Paulo, Parque do Ibirapuera, Pavilhão Ciccillo Matarazzo, Sao Paulo.

## Premios y distinciones
- 1974:	Premio a la Mejor Dirección Artística del Año, Círculo de Escritores Cinematográficos, por Furia española, de F. Betriu, Madrid.
- 1980:	Premio Internacional de Grabado, Biennal Eivissagràfic'80, Ibiza.
- 1985:	Finalista del XXV Premio de Pintura, Biennal d'Art de Tarragona.
- 1986:	Primer Premio de Dibujo, I Biennal d'Art Futbol Club Barcelona.
- 1986:  Medalla Morera, Lérida.
- 1989:	Mención Honorífica, XLVII Premi Centelles de Pintura.
- 1991:	Premio Cultura Catalana, Festival Vídeo Estavar -Vídeo El dau, codirigido con J. Torrent.
- 1995:	Primer Premio, II Edición Premio Nacional de Poesía Visual, Vespella de Gaià.
- 1997:	Finalista Premio Internacional Pier Paolo Pasolini a Artistas Polivalentes, Espace Accatone, París.
- 1997: Premio del Concurso de Ideas para la ejecución de una Escultura Conmemorativa del 800 Aniversario del Gobierno municipal de Lérida, Ayuntamiento de Lérida.
- 2001:	Premio del Concurso de Ideas para la ejecución de una Escultura a la estación de metro Canyelles, Barcelona.
- 2001: Mención de honor, Premio Nacional de Grabado, Calcografía Nacional, Madrid.
- 2011:	Premio ACCA de la Crítica de Arte 2010, Exposición de Arte Contemporáneo del año, Paral•lel Benet Rossell, Museu d'Art Contemporani de Barcelona –MACBA–.

## Colaboraciones
Ha colaborado con numerosos escritores, entre ellos:
Vicent Altaió, Josep Ramón Bach, Joan Brossa, Marie-Odile Briot, Michel Butor, Antoni Clapés, Robert Coover, Frédéric-Yves Jeannet, Jean-Clarence Lambert, Gilbert Lascault, L. Maristany, Juan Antonio Masoliver Ródenas, Carles Hac Mor, Lidia Oliva, Miquel de Renzi, Pierre Restany, Joaquim Sala-Sanahuja, Carles María Sanuy, Severo Sarduy, Manuel Vázquez Montalbán, Olivier René Veillon y Ester Xargay. Y también con cineastas: Francesc Betriu, Eugeni Bonet, Enrico Fulchignoni, Gustau Hernández, Antoni Mercader, Jean Rouch, Jordi Torrent y Antoni Verdaguer.